# Simulium bukovskii
Simulium bukovskii är en tvåvingeart som beskrevs av Rubtsov 1940. Simulium bukovskii ingår i släktet Simulium och familjen knott. Inga underarter finns listade i Catalogue of Life.